# Богутин
Богутин (укр. Богутин) — село в Поморянской поселковой общине Золочевского района Львовской области Украины.
Население по данным 2024 года составляло 165 человек. Население по переписи 2001 года составляло 287 человек. Занимает площадь 1,471 км². Почтовый индекс — 80761. Телефонный код — 3265.